# Le Roi du Temps
William Tockman (Clock King) est un personnage de fiction créé par Lee Elias et France Herron (en) dans World's Finest Comics #111  en 1960 publié par DC Comics. Il se fait appeler Le Roi du Temps en français.

## Biographie fictive
William Tockman est un maniaque du temps, qui a suivi une thérapie de groupe. Il massacra les thérapeutes à l'aide d'une horloge cassée, et s'enfuit pour recommencer une nouvelle vie à Gotham City. Toujours obsédé par le temps, il rencontrera Joe Byrne, avocat général, dans le métro. Celui-ci le convaincra de prendre « du bon temps » en supprimant sa contrainte horaire. Tockman fut ensuite renvoyé de son travail pour cause de retard et, tenant Byrne pour responsable, il tenta de l'assassiner à plusieurs reprises, mais se fit toujours arrêter par Batman. Il tombera de la grande horloge de Gotham dans sa dernière tentative de meurtre sur la personne de Joe Byrne. Ce dernier sera tué quelques années plus tard par l'Homme Mystère.

## Description

### Physique
Il porte un smoking à nœud papillon, ainsi qu'un chapeau melon.

### Personnalité
Il est obnubilé par le temps et le moindre retard le rend fou de rage.

## Œuvres où le personnage apparaît

### Bande dessinée
- Outre les BD de Batman, le personnage apparaît aussi dans Teen Titans # 57 en mai 2008 (scénariste Sean McKeever (en) et dessinateur Eddy Barrows).

### Télévision
- Batman (William Dozier, 1966-1968) avec Walter Slezak.
- Batman (Paul Dini, Bruce Timm, Eric Radomski, 1992-1995) avec Alan Rachins (VF : Roger Crouzet puis Hervé Caradec)[1].
- La Ligue des justiciers (Justice League Unlimited, Paul Dini, Bruce Timm, 2001-2006) avec Alan Rachins
- Batman : L'Alliance des héros (Batman : the Brave and the Bold, 2008-) avec Dee Bradley Baker (VF : Marc Perez)
- Arrow : (la série Saison 2 épisode 14) avec Robert Knepper.
- Flash : (la série Saison 1 épisode 7) avec Robert Knepper.

### Autres
- DC Universe Online (jeux vidéo)